# Гулистан (Кашкадарьинская область)
Гулистан (узб. Guliston / Гулистон) — посёлок городского типа, расположенный на территории Нишанского района Кашкадарьинской области Республики Узбекистан.

Статус посёлка городского типа с 2009 года.